# Bonairiaans staatkundig referendum 2010

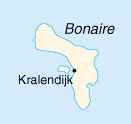
Kaart van Bonaire

Het staatkundig referendum Bonaire 2010 was een referendum over de staatkundige positie van Bonaire binnen het Koninkrijk der Nederlanden en de integratie van het eiland tot het Nederlandse staatsbestel. Het referendum werd gehouden op 17 december 2010, nadat het eerder gepland stond op 15 januari 2010. Dit referendum zou de opvatting van de Bonairianen over de aankomende staatkundige verhoudingen moeten weergeven, zodat de Bonairiaanse politiek (mogelijk) kon (onder)handelen met het resultaat.

## Uitstel en afstel
Het referendum stond oorspronkelijk gepland op 15 januari 2010. Maar de eilandsraad besloot later om het referendum te organiseren op 26 maart, echter gezaghebber Glenn Thodé startte een procedure op om het referendum niet door te laten gaan, omdat de redenatie voor het referendum “de test van het internationale recht niet zal doorstaan”. Volgens deze procedure (volgens het staatsrecht van de toenmalige Nederlandse Antillen) moest de Gouverneur goedkeuring verlenen aan het besluit van de Gezaghebber. Toenmalig gouverneur van de Nederlandse Antillen Frits Goedgedrag besloot dat de beslissing van gezaghebber Thodé gegrond was en weigerde het referendum uit te schrijven. Het referendum vond hierdoor pas plaats na de opheffing van de Nederlandse Antillen.

## Vraagstelling referendum
De eilandsraad had voor het oorspronkelijke referendum in januari, nog voor de integratie van Bonaire binnen het Nederlandse staatsbestel, de vraagstelling voor het referendum al vastgelegd. De volgende keuze zou moeten worden voorgelegd:
"Ik wil dat Bonaire een rechtstreekse band met Nederland zal hebben in de vorm van
A. Associatie (Bonaire krijgt een eigenstandige positie binnen het Koninkrijk) of
B. Integratie (Bonaire wordt deel van Nederland)"

## Ontbinding Nederlandse Antillen
De Nederlandse Antillen zijn op 10 oktober 2010 ontbonden.
Hierbij is Bonaire een bijzondere gemeente geworden van het land Nederland, zonder dat hierbij – na het niet bindende referendum uit 2004 – een nieuw referendum in 2010 had plaatsgevonden.

### Integratie tot Nederland
Nederland liet, nog voordat de nieuwe staatkundige structuren zouden ingaan, weten dat het niet mee zou werken aan een nieuw referendum en zeker niet de uitkomst van de staatkundige hervormingen, na een mogelijk referendum, te willen aanpassen. Staatssecretaris Van Bijleveld liet weten dat “het enige alternatief voor het integratie-proces een volledige onafhankelijkheid van het Koninkrijk der Nederlanden is”.
Eerdere toegezegde financiële steun van Nederland aan Bonaire werd stopgezet tot de uitkomst van het mogelijke referendum. Deze financiële steun kwam er – na integratie van Bonaire tot Nederland – wel.

## Toch referendum
Ook nadat Bonaire was toegetreden tot het Nederlands staatsbestel en het eiland een openbaar lichaam (bijzondere gemeente) van Nederland was geworden, bleef er de wil voor een referendum. De Eilandsraad besloot het referendum, na overleg met de minister van Binnenlandse Zaken, Piet Hein Donner, toch door te laten gaan. Het nieuwe referendum vond plaats op 17 december 2010. Voortijdig hadden zich bijna 10.000 stemgerechtigden gemeld. Om stemgerechtigd te zijn moest iemand minstens 50 dagen vóór 17 december ingeschreven staan in het bevolkingsregister van Bonaire.

### Vraagstelling
De oude vraagstelling was reeds achterhaald, nadat Bonaire geïntegreerd was als openbaar lichaam. Daarom bedacht de Eilandsraad een nieuwe vraag voor het referendum:
Ik ben het ermee eens, dat Bonaire een openbaar lichaam is geworden in de zin van artikel 134 van de Nederlandse Grondwet: "Ja" of "Nee".— Referendum Bonaire 2010

### Uitslag
“Ik ben het ermee eens, dat Bonaire een openbaar lichaam is geworden in de zin van artikel 134 van de Nederlandse Grondwet:
| Ja of Nee | Percentage |
| --------- | ---------- |
| Ja        | 15%        |
| Nee       | 85%        |
| Totaal    | 100%       |

| Opkomst           | Percentage |
| ----------------- | ---------- |
| Stemmers          | 35%        |
| Thuisblijvers     | 65%        |
| Benodigde opkomst | 51%        |
| Resultaat         | Ongeldig   |

### Consequenties
Het referendum zou een - verplichte - bindende status hebben gekregen als de opkomst boven de 51% had gelegen. Dit was echter niet het geval. Daardoor werd het referendum ongeldig verklaard en zijn er geen consequenties in de vorm van verplichte nieuwe onderhandelingen over de staatkundige structuur. Op vragen in de Tweede Kamer over het referendum antwoordde minister Donner (Binnenlandse Zaken) dat de 65% die niet gestemd had, bij de voorstemmers gerekend moest worden. De voorzitter van de referendumcommissie, de heer Boersema, zou dit ernstig betreuren:
Door de 65 procent niet-stemmers als voorstanders te rekenen, houd je meer rekening met degenen die thuis zijn gebleven dan met degenen die de moeite hebben genomen te stemmen.— Douwe Boersema, 2011
Volgens de heer Boersema hoefde de uitslag niet per se als ongeldig worden bestempeld, omdat de afspraak dat de uitslag hoe dan ook als bindend werd beschouwd bij een opkomst van 51% volgens hem niet wilde zeggen dat het referendum ongeldig was bij een opkomst van minder dan 51%. De eilandsraad van Bonaire zou daarom het referendum alsnog als bindend kunnen verklaren. Wegens de verkiezingen op 2 maart kon de zittende eilandsraad nog geen uitspraak doen over de status van het referendum. 
In 2015 besloot de Eilandsraad tot het Staatkundig referendum Bonaire 2015, dat gehouden werd op 18 december van dat jaar.